# Arènes (quartier de Toulouse)
Pour les articles homonymes, voir Arène (homonymie).
Les Arènes est un quartier de Toulouse, anciennement connu pour ses Arènes du Soleil d'Or aujourd'hui remplacées par le lycée des Arènes.

## Historique

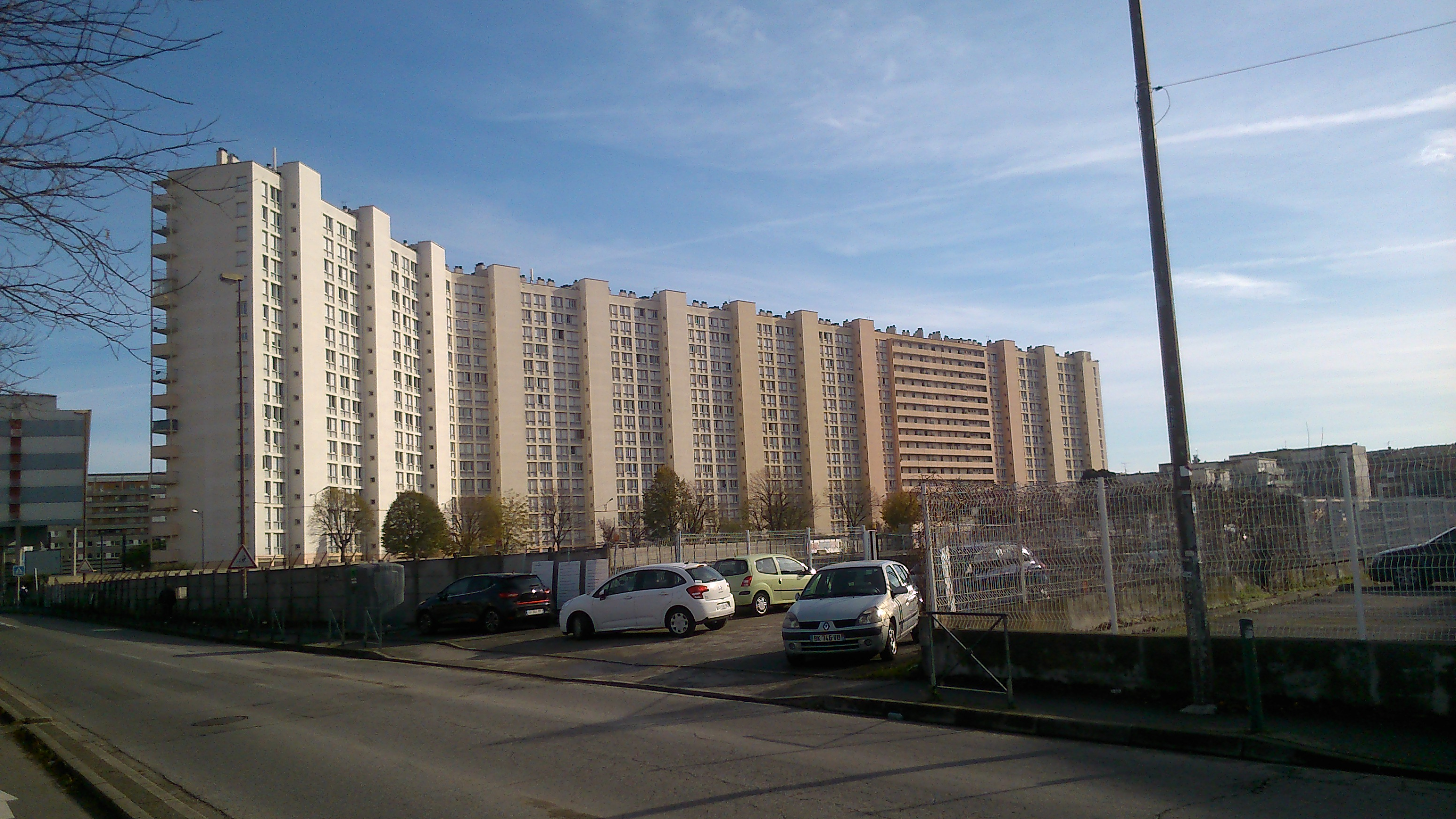
Le bâtiment dit du Crystal, ou Grande barre des Arènes.

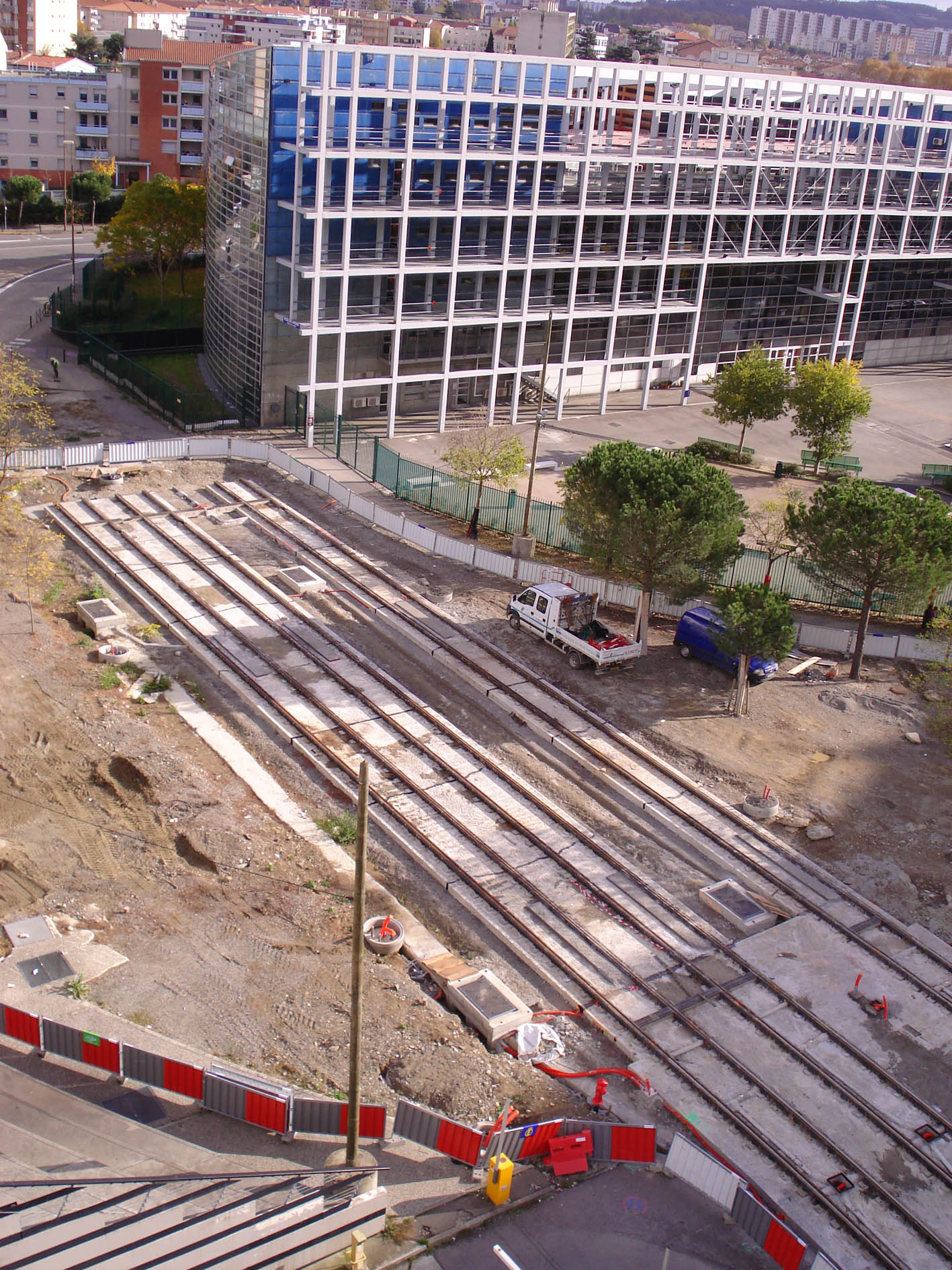
La station de tramway Arènes, ancien terminus sud, en travaux en 2008

- Dans le faubourg de Saint-Cyprien (ancienne commune de Toulouse de 1790 à 1794), fut construite entre 1952 et 1961 la cité Roguet à l'emplacement de l'ancienne gare Roguet.

- En 1901, déjà, le site se trouve être à un carrefour : il est sur le chemin de Cugnaux, qui passe par le hameau de Saint-Simon, situé à huit kilomètres de Toulouse Saint-Cyprien[1].

- Dès 1988, le projet de création d'un lycée aux Arènes s'ébauche, cette décision se fonde sur la proximité des solutions de transport : la station de métro qui doit être construite l'année suivante, la gare SNCF déjà existante et la proximité du périphérique toulousain[2].

- Dès 1989, émerge le projet de construction d'un lycée de la communication qui deviendra le Lycée des Arènes  en lieu et place des Arènes du Soleil-d'Or qui ont donné leur nom au site et au quartier[3]. Les arènes modernes n'étaient plus nécessaires, la dernière corrida datant de 1976.

- 1993: station de métro, inaugurée en 1993 : la ligne Arènes - Colomiers a été inaugurée à l’instar de la ligne A le 26 juin 1993[4]. La forme actuelle de la ligne C, avec les fréquences actuelles, le doublement partiel des voies et les 3 nouvelles gares, sera mise en place en 2003 [5].

- 1994: construction du Forum des Arènes, ou « Centre International de l'UNESCO ». Cet espace s'inscrit dans un projet de 35 000 m² contenant des logements sociaux, une résidence étudiante et ses services connexes, des bureaux pour l'UNESCO, des commerces et un pôle d'échanges multimodal étendu comprenant notamment une gare ferroviaire et une gare de bus. Le réalisateur de ce projet est alors Architecture-Studio[6].

- 2010 : desserte tramway, entrée en service en décembre 2010.

- En 2014, l'achèvement du doublement de la ligne de chemin de fer ferroviaire d'une longueur de 1,8 kilomètre, entre Arènes, et la gare de Colomiers, est soumis à étude d'impact [7].

- En 2015, arrivée de la ligne T2 et classement des Arènes en quartier prioritaire.

## Situation des Arènes
Le quartier est structuré autour du lycée des Arènes.
Ces arènes sont situées entre le boulevard Gabriel-Koenigs à l'est, la rue du Onze-Novembre-1918 à l'ouest et la place Agapito-Nadal au nord. À cet endroit se trouve également le pôle multimodal d'échanges.
Ce site se repère facilement par la présence à proximité du bâtiment Le Cristal  connu sous l’appellation commune Barre des Arènes, qui par ses dimensions de 
51.50 m en hauteur pour 230 mètres en longueur dépasse les bâtiments avoisinants depuis sa construction en 1961.
Malgré tout, la présence d'une ligne de chemin de fer crée une coupure entre la partie nord du quartier et la partie sud, notamment pour les piétons et les cyclistes,

## Dans le quartier
Sur le lieu du pôle multimodal se trouvent:
- côté sud: le lycée des Arènes; la station VélôToulouse no 140 (Émile-Mâle)
- côté nord: la station VélôToulouse no 139 (Barrière-de-Lombez); le supermarché Carrefour Market Barrière de Lombez ; la clinique Pasteur.

Côté ouest se trouvent les restaurants du Cœur, avant l'hippodrome de la Cépière.
Sur le Sud, sur la route de Saint-Simon se trouvent le supermarché Casino de La Cépière jouxtant la clinique Ambroise Paré.

## Transports en commun
Le quartier est situé autour d'un pôle d'échanges multimodal du réseau des transports en commun de Toulouse. 
Ce pôle multimodal est exploité en partie par Tisséo et en partie par la Société nationale des chemins de fer français (SNCF). Le pôle comprend une gare ferroviaire de la ligne de Toulouse à Auch, qui est également le terminus de la ligne Arènes - Colomiers, liaison ferroviaire vers Colomiers intégrée à la tarification urbaine, une station de la ligne A du métro, une station de la ligne T1 du tramway, une gare routière, terminus des lignes de bus de l'ouest de l'agglomération, et deux parcs relais.
Grâce au pôle multimodal des Arènes situé dans le forum des Arènes jouxtant le Lycée des Arènes, le quartier est très bien desservi par les transports en commun ; de nombreuses lignes y convergent :
- ligne A du métro, station Arènes
- ligne T1 du tramway.
- Ligne Arènes - Colomiers (jusqu'à Colomiers, prolongée par la ligne TER jusqu'à Auch), (Gare de Toulouse-Saint-Cyprien-Arènes)
- Terminus des lignes de bus L2, L3, 34, 46 et 67, passage également de la ligne L14 des lignes de bus de Toulouse.

### Maillage et desserte

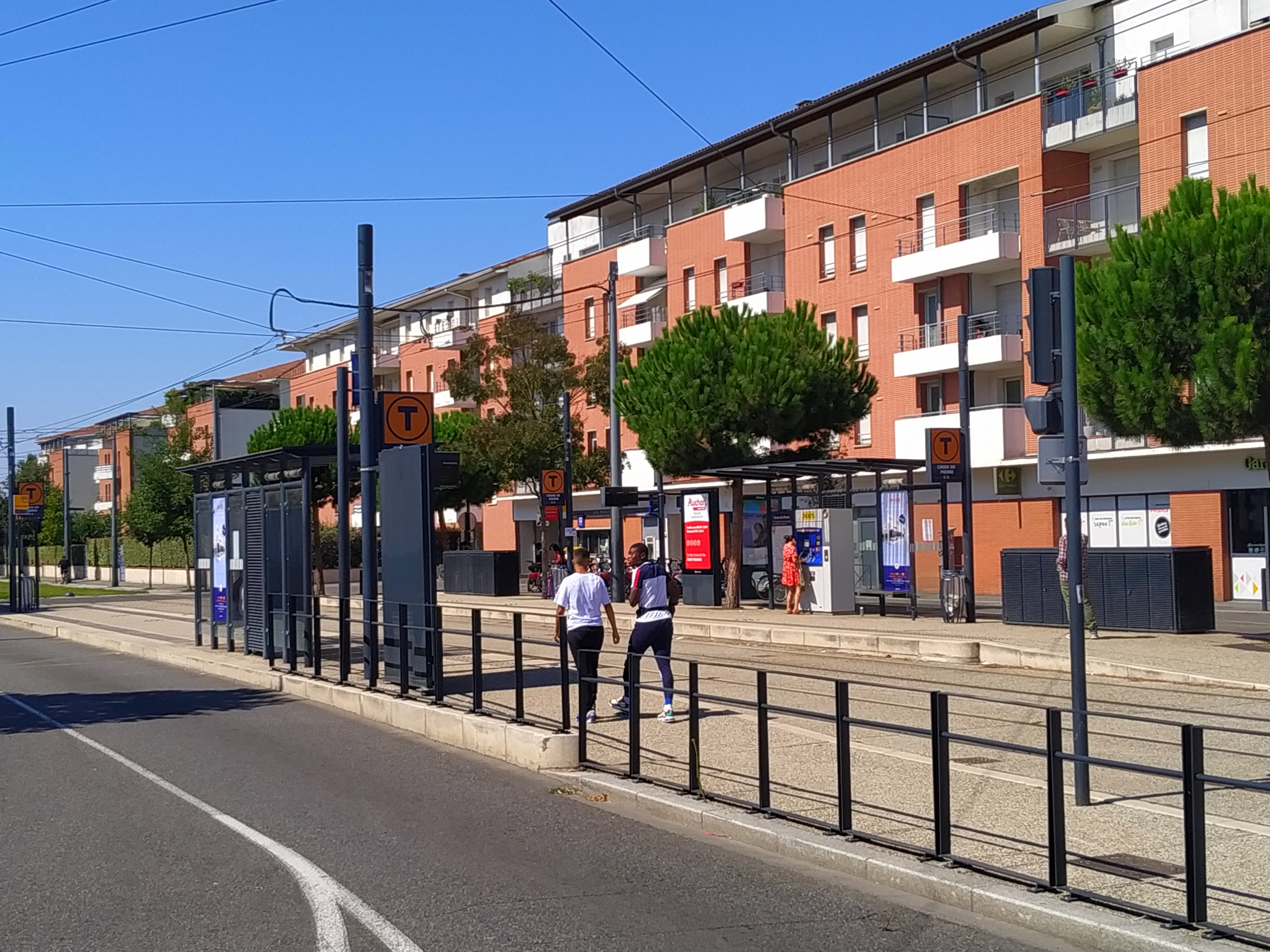
La station Croix de Pierre.

Elle se trouve à l'intersection de lignes structurantes de transports en commun, ce qui en fait un important point de maillage du réseau. La station de métro Arènes, desservant le quartier, est la deuxième plus fréquentée de l'ensemble du réseau de métro de Toulouse.
Le quartier compte également une gare, la gare de Saint-Cyprien-Arènes.
Le quartier est desservi par les lignes :
- Ligne Arènes - Colomiers
- L2L3L14
- 3467Stadium
- 305350362
- Trains TER Occitanie : Ligne 21 (Toulouse - Colomiers - Auch)
- Parc relais : 550 places

En 2016, 2019 et 2024, trois lignes de bus du pôle des Arènes ont être renommées L2, L3 et L14 pour montrer leur réalité structurante.
| Ligne | Lancement        | Trajet                                      | Voyageurs quotidiens | Ligne précédente |
| ----- | ---------------- | ------------------------------------------- | -------------------- | ---------------- |
| L2    | 29 août 2016     | Arènes ↔ Colomiers                          | 10 033               | 64               |
| L3    | 7 janvier 2019   | Arènes ↔ Tournefeuille ↔ Plaisance-du-Touch |                      | 65               |
| L14   | 2 septembre 2024 | Basso Cambo ↔ Marengo SNCF                  |                      | 14               |

#### Fréquentation
Tisséo comptabilise le nombre de tickets validés au pôle multimodal de Toulouse. 
| Le graphique qui aurait dû être présenté ici ne peut pas être affiché car il utilise l'ancienne extension Graph, désactivée pour des questions de sécurité. Des indications pour créer un nouveau graphique avec la nouvelle extension Chart sont disponibles ici . | Source,. |

### Disposition du pôle
Le parvis au niveau de la sortie de métro dispose de deux commerces : un point SNCF et un point Tisséo. Il est également équipé d'un tunnel permettant de contourner par-dessous la ligne ferroviaire afin de rejoindre le côté nord où se trouvent la gare SNCF et la clinique Pasteur.

#### La gare ferroviaire
La gare de Toulouse-Saint-Cyprien-Arènes, autrefois nommée Toulouse-Saint-Cyprien, est située sur la ligne Toulouse - Auch. Elle est desservie par les trains TER Midi-Pyrénées de la liaison no 21 (Toulouse - Colomiers - Auch) dont une portion de cette ligne (entre les stations Arènes et Colomiers — SNCF), nommée Ligne Arènes - Colomiers, est accessible avec un titre de transport Tisséo.
La gare de Toulouse-Saint-Cyprien, qui existait avant la ligne de métro, a été reconfigurée dans le cadre des travaux du forum (incluant la station de métro) des Arènes afin d'améliorer la correspondance entre le métro, les bus et les trains. La ligne C, dont la station Arènes constitue le terminus, a ainsi été mise en place simultanément à l'ouverture de la ligne A, en juin 1993.

#### La station de tramway
La station de tramway du pôle des Arènes se situe entre la sortie du métro et le lycée des Arènes , là où se trouvait une petite place arborée.
La station, anciennement terminus toulousain de la ligne T1 reliant Beauzelle, Blagnac et Toulouse, compte trois voies afin de gérer au mieux le trafic aux heures de pointe.
Sa conception a permis le prolongement de la ligne T1, en décembre 2013, vers le Palais de Justice (le Grand-Rond dans le projet initial) situé sur la rive droite de la ville.

#### La gare routière

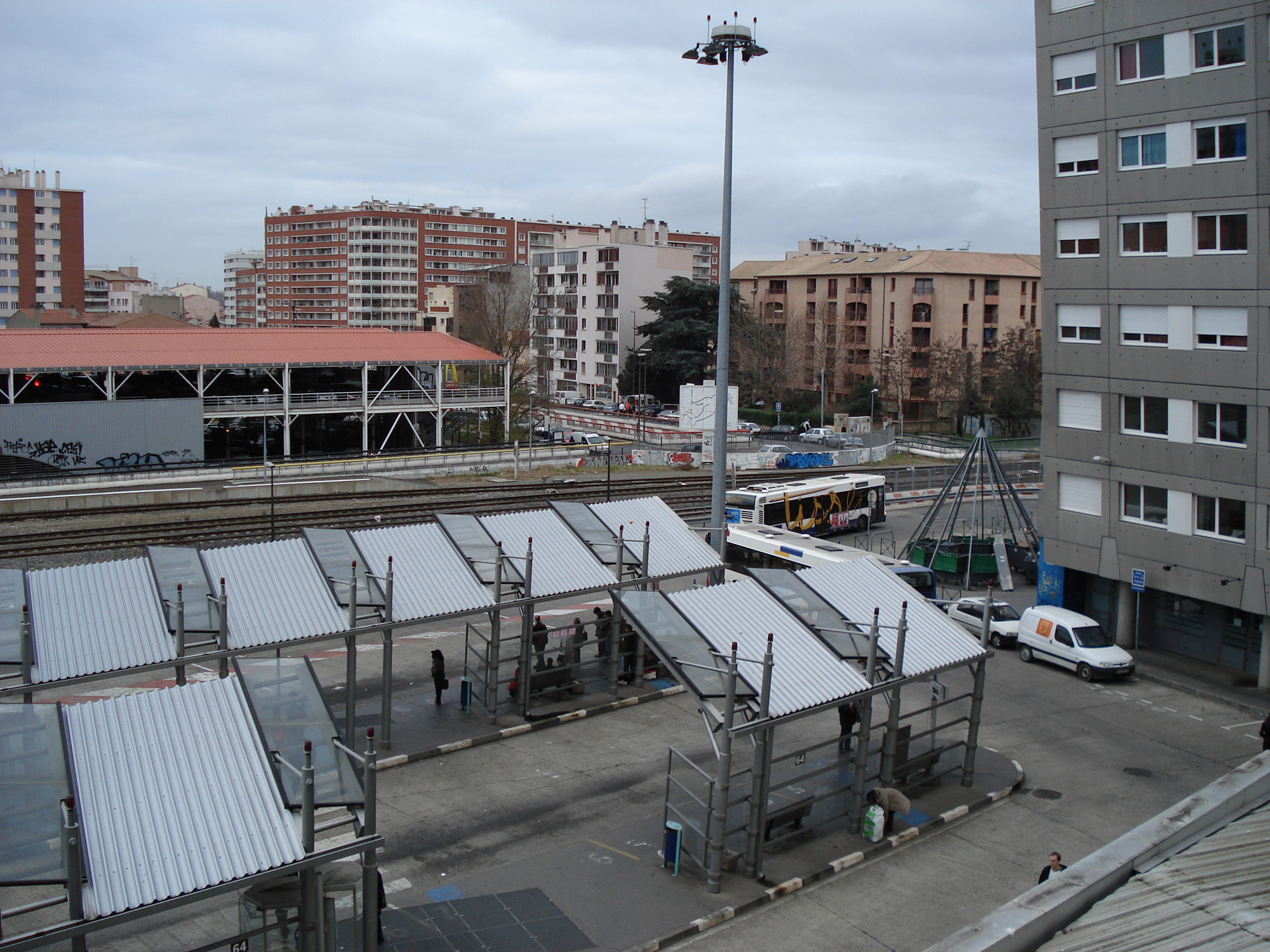
Forum des Arènes. La gare routière au premier plan, le quai du bus Lineo 2, au deuxième plan, le quai des bus 63, 65 et 67, les voies de la gare ferroviaire se trouvent juste derrière, en milieu d'image

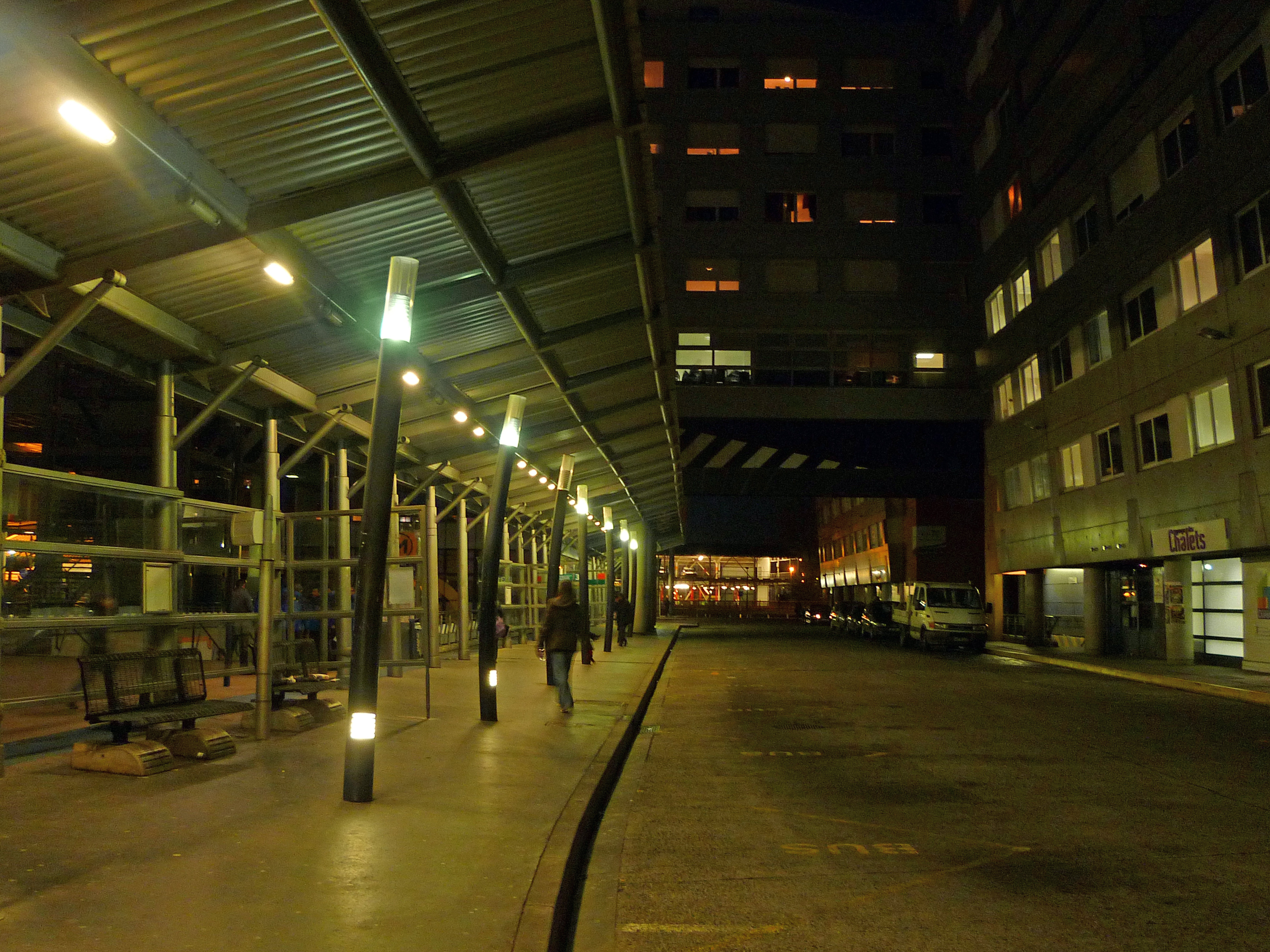
La gare routière des Arènes

Les quais des arrêts de bus se trouvent un niveau au-dessus du parvis de la station de métro.
D'après l'audio guide, les quais sont au nombre de quatre :
- premier quai : ligne L2
- deuxième quai : ligne L3
- troisième quai : ligne 67, L14 ligne  (direction Marengo SNCF)
- quatrième quai : ligne 34 et L14 (direction Basso Cambo)

La gare routière se divise en deux parties :
- le départ des lignes L2, L3 et 67 se fait au nord, où se situe également l'arrêt de la ligne L14 (direction Marengo SNCF);
- le départ de la ligne 34 se fait au sud, où se situe également l'arrêt de la ligne L14 (direction Basso Cambo).

Une salle d'attente était située au-dessus de la station de métro, côté nord.

#### Les parcs relais
Les parkings « Arènes 1 » et « Arènes 2 », situés à l'ouest, offrent 780 places[réf. nécessaire] de stationnement, mais officiellement 600 places en 2013. Partiellement souterrains, ils sont accessibles gratuitement aux utilisateurs du réseau Tisséo (l'entrée est libre mais la sortie se fait sur présentation du titre de transport).
En 2016, le nombre de places est de 605 .
Le site est également équipé d'un parc vélo .

### Architecture
L'ensemble architectural du forum des Arènes (intégrant entre autres la station de métro, la gare ferroviaire, la gare de bus et le parc relais Arènes 1) a été réalisé par Architecture-Studio. L'œuvre de la station de métro, composée de vagues bleues apposées aux parois est quant à elle signée de l'artiste Olivier Debré.